# Euryalus (Schiff, 1904)
Die Euryalus war ein Panzerkreuzer der Cressy-Klasse der britischen Marine. Die Klasse erlangte traurige Berühmtheit zu Beginn des Ersten Weltkriegs durch die Versenkung von drei der sechs Kreuzer dieser Klasse (Cressy, Hogue und Aboukir) am 22. September 1914 durch das deutsche U-Boot U 9 unter Leutnant zur See Otto Weddigen in der südlichen Nordsee, bei der 62 Offiziere und 1405 Mann ihr Leben ließen.
Die als letzter Kreuzer dieser Klasse 1904 in Dienst gestellte Euryalus war vor dem Krieg als Flaggschiff der Australia Station und dann noch im Mittelmeer und auf der Nordamerikanischen Station im Einsatz gewesen, ehe sie 1912 der Reserve zugeteilt wurde. Beim Kriegsbeginn bildete sie mit vier ihrer Schwesterschiffe das 7. Kreuzergeschwader zum Schutz des östlichen Zugangs zum Kanal. Am Tag des vorgenannten Angriffs war sie wegen Kohlenmangels als Flaggschiff des Geschwaders im Hafen. Sie wurde anschließend aus der Nordsee abgezogen, kam noch vor Gallipoli und im Roten Meer zum Einsatz und überstand den Weltkrieg.

## Entwurf
Die sechs Kreuzer der Cressy-Klasse waren die Rückkehr der Royal Navy zum Typ des Panzerkreuzers, den die Royal Navy etliche Jahre nicht beschafft hatte, aber auf Grund der Rüstungen anderer Marinen wieder für notwendig hielt. Die Bauaufträge für die sechs Kreuzer gingen an drei Privatwerften, die auch je zwei Schiffe der vorangegangenen Diadem-Klasse in der Fertigstellung hatten. Die Kiellegung erfolgte in den Jahren 1898 und 1899. Als erster Kreuzer der neuen Klasse lief die HMS Sutlej am 18. November 1899 bei John Brown in Clydebank vom Stapel, der dann das Typschiff der Klasse HMS Cressy am 4. Dezember bei Fairfield in Govan folgte, die am 28. Mai 1901 als erstes Schiff der Klasse in den Dienst der Royal Navy kam. 1902 kamen dann vier Schwesterschiffe in den Dienst. Nur die Fertigstellung der HMS Euryalus bei Vickers in Barrow verzögerte sich durch einen Brand während der Ausrüstung am 11. Juni 1901 bis zum 5. Januar 1904. HMS Euryalus war benannt nach Euryalos, einem Helden der griechischen Sagen, und ein mehrfach in der Royal Navy genutzter Name.
Die neue Panzerung nach dem System Krupp erlaubte einen Schutz zumindest gegen typische 15,2-cm-Kreuzerbewaffnung auf mittlere Entfernungen mit vertretbarem Gewicht. So erhielten die Kreuzer der Cressy-Klasse einen 152 mm starken Gürtelpanzer, der etwa 36 m nach dem Bug begann, den mittleren Teil der Schiffe schützte und sich ab 27 m vor dem Heck wieder auf 51 mm verjüngte. Das eingebaute Panzerdeck war wegen des Schutzes durch den Gürtelpanzer stellenweise dünner als auf den geschützten Kreuzern der Diadem-Klasse. Insgesamt wurde eine zusätzliche Panzerung von ungefähr 1.200 Tonnen verbaut. Wie schon die vorangehenden Kreuzer der Powerful- und Diadem-Klasse hatten die Schiffe vier hintereinander stehende Schornsteine und auffällige Lüfter an den Seiten.

## Geschichte
Die Euryalus benannt nach dem Helden der griechischen Mythologie Euryalos wurde am 18. Juli 1899 in Barrow-in-Furness auf Kiel gelegt, am 20. Mai 1901 vom Stapel gelassen und am 5. Januar 1904 fertiggestellt. Anschließend wurde sie zur Australia Station verlegt. Sie verließ Plymouth am 22. Januar und erreichte über Malta, Port Said, Aden, Colombo, und Batavia am 18. März Albany. Von dort setzte der Panzerkreuzer die Fahrt direkt nach Hobart, Tasmanien, fort.

### Australia Station
Am 26. März löste die Euryalus die HMS Royal Arthur, als Flaggschiff ab.
Die Dienstzeit der Euryalus war im Wesentlichen mit Fahrten zu verschiedenen australischen Häfen erfüllt. Eine im August 1904 geplante „Inselreise“ wurde schon nach der ersten Station in Suva abgebrochen. Vom 10. Oktober bis zum 22. November erfolgte eine Reise mit der Challenger entlang der Südküste bis Tasmanien, wo etliche Schiffe der Station Übungen abhielten, und dann allein weiter an der Ostküste Australiens bis Fremantle und dann nach Singapur, wo der Stationsbefehlshaber, Vizeadmiral Sir Arthur Fanshawe, an einem Treffen der Befehlshaber der Eastern Fleet teilnahm, zu dem auch die Befehlshaber der China- und East Indies Station angereist waren und man gemeinsame Übungen erörterte. Die Rückreise erfolgte auf demselben Weg, wobei diesmal Albany der erste australische Hafen war. Im Dezember erfolgte eine weitere Reise nach Tasmanien und mit den Kreuzern Challenger und Psyche im Februar 1905 ein Besuch Neuseelands. 1905 ratifizierten das Vereinigte Königreich und Japan einen Bündnisvertrag, der die Notwendigkeit einer Präsenz der Royal Navy auf der China-Station verringerte, wodurch alle dortigen Schlachtschiffe angewiesen wurden, nach Großbritannien zurückzukehren. Gleichzeitig wurde eine Neuverteilung der vorhandenen Panzerkreuzer beschlossen und im August entschieden, die Euryalus von der Australia Station abzuziehen. Anfang Dezember 1905 traf die Powerful in Fremantle ein und löste die Euryalus als Flaggschiff ab. Nach ihrer Rückkehr wurde die Euryalus zunächst der Reserve unterstellt und 1906 dem 4. Kreuzergeschwader der North America & West Indies station als Schulschiff für Schiffsjungen zugeteilt. Dort verblieb sie bis 1909 und kehrte anschließend in die Heimat zurück, wo sie erneut der Reserve unterstellt wurde.

### Erster Weltkrieg

#### Nordsee
Beim Ausbruch des Krieges im August 1914 wurde die Euryalus dem 7. Kreuzergeschwader der Harwich Force zugeteilt, wo sie in der Nordsee patrouillierte, um die Versorgungsroute zwischen England und Frankreich vor Angriffen aus Deutschland zu schützen.
Während des Seegefechts bei Helgoland am 28. August 1914 bildete die Euryalus zusammen mit ihren Schwesterschiffen sowie der Amethyst, als Force C die Fernsicherung der Harwich Force, die mit ihren Zerstören und zwei Leichten Kreuzern die deutsche Vorhut angriff.
Nach dem Verlust der Aboukir, Cressy und Hogue am 20. September wurde die Euryalus zusammen mit der Bacchante Anfang Oktober dem 7. Kreuzergeschwader unterstellt, wo sie als Geleitschutz zwischen Gibraltar und England eingesetzt wurden.

#### Ägypten
Nach dem Angriff auf den Sueskanal wurde die Euryalus nach Ägypten abkommandiert um die dortigen britischen Streitkräfte zu verstärken. Um den Bau einer deutschen U-Boot-Basis in Izmir zu verhindern, wurde die Euryalus zusammen mit der Triumph, der Swiftsure, einem Seeflugzeugträger sowie einem Minensucher abkommandiert, um die Hafenbefestigungen zu neutralisieren und die Minenfelder zu räumen. Die geplante Zerstörung der schützenden Forts und die Beseitigung der Minenfelder gelang nicht. Da die Verhandlungen mit dem türkischen Gouverneur zu keinem Ergebnis führten, wurden die Operation abgebrochen. Die Triumph und die Swiftsure kehrten zu den Dardanellen und die Euryalus nach Ägypten zurück.

#### Dardanellen
Nach dem gescheiterten Versuch der Marine, die Dardanellen zu besetzen, wurde beschlossen, Infanterie einzusetzen, um die Halbinsel einzunehmen und die Festungen zu erobern. Am Abend des 24. April wurde das 1. Bataillon der Lancashire Fusiliers auf der Euryalus und dem Schlachtschiff HMS Implacable eingeschifft, die vor dem Strand in Stellung gingen. Gegen 4 Uhr morgens wurden die drei Kompanien an Bord der Euryalus auf sechs Dampfkutter verlegt und gegen 5 Uhr begann sich die Euryalus dem Strand zu nähern. Nachdem das Schiff bis auf 1,3 km herangekommen war, drehte die Euryalus bei und begann mit der Bombardierung der feindlichen Unterstände und Schützengräben. Währenddessen waren die Kutter weitergefahren, bis sie sich dem Strand auf 46 m genähert hatten. Anschließend schalteten sie die Maschinen aus und die Männer an Bord ruderten an Land. Nachdem die ersten Männer von Bord gegangen waren, eröffneten die Türken mit Maschinengewehren das Feuer auf die anrückenden Soldaten. Unter schweren Verlusten gelang es schließlich gegen 7:15 Uhr, die Türken zurückzudrängen. Nachdem sich die Euryalus am 6. Mai in der Zweiten Schlacht von Krithia erneut türkische Befestigungen bombardiert hatte, kehrte sie am 4. Januar 1916 nach Ägypten zurück.

### Unterstützung des arabischen Aufstands
Am 16. Januar 1916 wurde die Euryalus Flaggschiff der Ostindischen Station, unter dem Kommando von Admiral Rosslyn Wemyss. Eine der ersten Aktionen war die Vertreibung der türkischen Angreifer aus Ägypten, die von Libyen aus mit Unterstützung der Senussi in das Land eingedrungen waren. Die Euryalus unterstützte die Blockade Libyens und den Vormarsch des Heeres, der mit der Rückeroberung von Sollum am 14. März 1916 endete. Wemyss nutzte die Euryalus für seinen diplomatischen und militärischen Feldzug im Mittleren Osten in den Jahren 1916 und 1917. Am 26. September 1916 besuchte der Admiral erstmals offiziell Dschidda und den neuen britischen Verbündeten Sherif Hussein zusammen mit Ronald Storrs, dem politischen Berater des Befehlshabers in Ägypten. Wemyss unterstützte den arabischen Aufstand gegen die Türken. Im Januar 1917 beschoss die Euryalus den Hafen von El Wejh hinter den türkischen Linien am Roten Meer in Abstimmung mit Sherif Hussein und T. E. Lawrence vor deren Landangriff. Auch transportierte der Panzerkreuzer arabische Truppen aus dem Süden weit nach Norden und unterstützte den Vormarsch durch Artillerieunterstützung. Durch eine derartige amphibische Operation wurde unter anderem Akaba genommen. Die Euryalus blieb nach der Eroberung eine Weile vor dem Hafen liegen, um die Eroberung zu sichern und durch seine äußere Erscheinung zu beeindrucken. Die Besatzung verbesserte gleichzeitig die Hafeneinrichtungen, um eine bessere Versorgung der Beduinenarmee zu ermöglichen, die unter Hussein’s Sohn, Faisal, dem späteren König des Irak, beraten von T.E. Lawrence, den britischen Feldzug in Palästina unterstützte. Faisal erklärte später Admiral Wemyss zu „The father and mother of the revolt“ und nicht Lawrence. Am 20. Juli 1917 wurde Wemyss durch Konteradmiral Ernest Gaunt als Oberbefehlshaber abgelöst. Anfang November wurden vier ihrer 152-mm- und 76-mm-Geschütze entfernt, bevor sie weiter nach Hongkong fuhr, wo sie am 2. Dezember ausgemustert wurde. Im April 1919 kehrte das Schiff in die Heimat zurück und wurde außer Dienst gestellt. Am 1. Juli 1920 wurde die Euryalus zum Abwracken verkauft.

## Technik

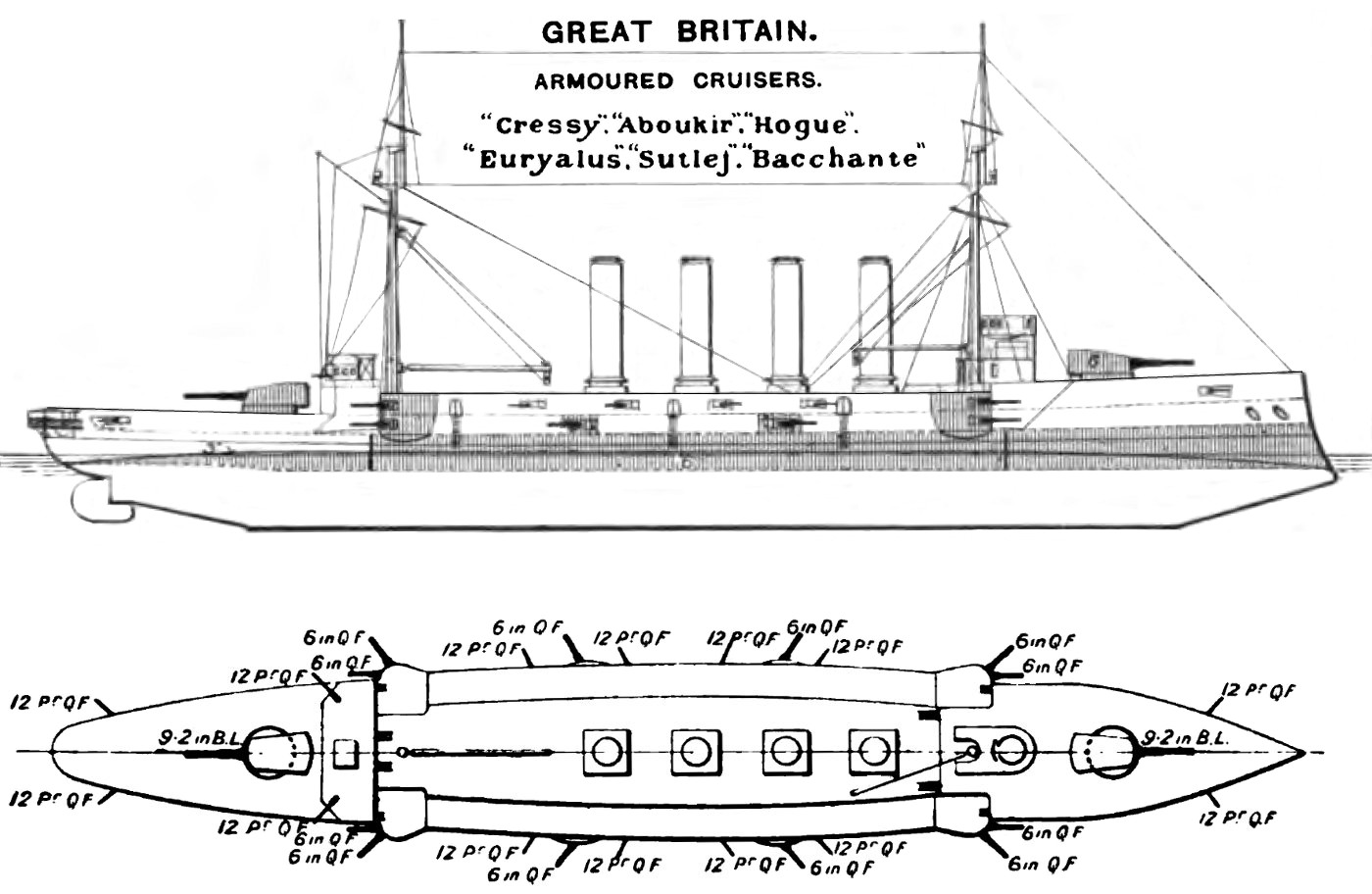
Aufriss

Das Schiff hatte eine Gesamtlänge von 143,90 m, eine Breite von 21,30 m und einen Tiefgang zwischen 7,90 m und 8,20 m.
Die Verdrängung lag bei 12.000 tn.l.

### Antrieb
Die Euryalus war mit zwei 4-Zylinder-Verbunddampfmaschinen ausgestattet, die jeweils eine Welle antrieben und insgesamt 21.000 Shp (15.660 kW) entwickelten, mit der sie eine Höchstgeschwindigkeit von 21 Knoten (39 km/h) erreichte. Der Dampf wurde von 30 Belleville-Wasserrohrkesseln geliefert. Das Schiff konnte maximal 1.600 tn.l. Kohle mitführen. Die Besatzung bestand aus 760 Offizieren und Mannschaft.

### Bewaffnung
Die Hauptbewaffnung bestand aus zwei 233-mm-Geschützen in Einzeltürmen vor und hinter den Aufbauten. Die Geschütze waren auf Mk-V-Lafetten mit einem Seitenrichtbereich von −142 bis +142 Grad montiert. Die Kanonen selbst wogen 28 t und hatten bei einer maximalen Elevation von 30° und einer Mündungsgeschwindigkeit von 847 m/s eine Reichweite von 23.500 m. Sie verschossen 172 kg schwere Granaten mit einer Kadenz von etwa 3 bis 4 Schuss pro Minute.
Die Sekundärbewaffnung bestand aus zwölf 152-mm-Kanonen in Kasematten an den Seiten des Schiffes; sechs auf jeder Breitseite. Die Geschütze waren auf PIII-Lafetten mit einem Seitenrichtbereich von −80° bis +80° montiert. Die Kanonen selbst wogen 7,5 t und hatten bei einer maximalen Elevation von 20° und einer Mündungsgeschwindigkeit von 846 m/s eine Reichweite von 14.450 m. Sie verschossen 45 kg schwere Granaten mit einer Kadenz von 5 bis 7 Schuss pro Minute. Zur Verteidigung gegen Torpedoboote verfügte das Schiff über zwölf 76-mm- sowie drei 47-mm-Schnellfeuergeschütze. Außerdem hatte das Schiff zwei 450-mm-Unterwassertorpedorohre.

### Panzerung
Die Euryalus hatte einen Panzergürtel aus Kruppzementstahl. Mittschiffs war er 152 mm dick und bildete zusammen mit 127-mm-Querschotten die gepanzerte Zitadelle. Davor verjüngte er sich bis zum Bug auf 50 mm. Die Geschütztürme und ihre Barbetten waren 152 mm dick und die Kasematten der 152-mm-Geschütze war mit 127 mm gepanzert. Die Schutzpanzerung des Decks war 25 bis 76 mm stark und der Kommandoturm wurde durch eine 305 mm dicke Panzerung geschützt.